# Туринка
Тури́нка —село в Україні, у Жовківській міській громаді Львівського району Львівської області.

## Історія
Перша письмова згадка про село відноситься до 1478 року і пов'язана з побудовою в ньому млина.
У податковому реєстрі 1515 року задокументовано, що в селі є шинок і село виконує повинності з обслуговування замку.
12 червня 2020 року, відповідно до розпорядження Кабінету Міністрів України № 718-р «Про визначення адміністративних центрів та затвердження територій територіальних громад Львівської області», село увійшло до складу Жовківської міської громади.
19 липня 2020 року, в результаті адміністративно-територіальної реформи та ліквідації Жовківського району, село увійшло до складу новоствореного Львівського району.

## Населення

### Мова
Розподіл населення за рідною мовою за даними перепису 2001 року:
| Мова       | Кількість | Відсоток |
| ---------- | --------- | -------- |
| українська | 1987      | 99.80%   |
| російська  | 3         | 0.15%    |
| білоруська | 1         | 0.05%    |
| Усього     | 1991      | 100%     |

## Відомі люди
- Станіслав Жолкевський — галицький шляхтич, військовий та державний діяч Речі Посполитої.
- Купецький Григорій (1909-1988) — активний діяч ОУН, учасник нападу на пошту в місті Городку 30 листопада 1932. Очільник Української Далекосхідної Січі в Маньчжурії.
- Отець Великий Атанасій Григорій, ЧСВВ — український церковний діяч, науковець, відомий історик Церкви, археограф, священик-василіянин, протоархімандрит Василіянського Чину (1963—1976).
- Вересюк Іван — співак Львівської опери, сотник УПА, лицар Бронзового хреста бойової заслуги УПА.